# Bronisław Burlikowski
Bronisław Burlikowski (ur. 25 marca 1932 w Brzozdowcach, zm. 5 stycznia 2016 w Warszawie) – polski filozof, dr hab., wykładowca akademicki.

## Życiorys
W 1970 roku otrzymał stopień  naukowy doktora nadany przez Politechnikę Szczecińską. W 1987 r. uchwałą wydziału nauk społecznych i politycznych  Akademii Nauk Społecznych w Warszawie, otrzymał stopień doktora nauk humanistycznych w  zakresie filozofii. Obecnie wykłada na Wydziale Prawa i Administracji Wyższej Szkoły Finansów i Zarządzania w Warszawie.

## Wybrane publikacje
- Burlikowski B., Problem przywództwa w poglądach Platona w ujęciu K. R. Poppera, [w:] Filozofia Bliższa Życiu. 2005, s. 85-91.
- Burlikowski B., Tradycje przemiany, dążenia w procesie integracji europejskiej, [w:] Filozofia w szkole. B. Burlikowski, W. Rechlewicz, W. Słomski, Kielce 2003, s. 493.
- Burlikowski B., Filozofia w szkole, filozofia jako podstawa integracji nauczania i wychowania, [w:] Materiały konferencji naukowej, red. B. Burlikowski i W. Słomski, Kielce – Warszawa 2002.
- Burlikowski B., Spory o marksizm w Polsce Ludowej (lata czterdzieste), Warszawa 1986.
- Burlikowski B., Transponowanie  zasady partyjności filozofii na naukę w latach czterdziestych, Warszawa 1983.
- Burlikowski B., Anzelma z Aosty próba racjonalizacji wiary, Warszawa 1972.